# Szerhij Petrovics Kljujev
Szerhij Petrovics Kljujev (ukránul: Сергій Петрович Клюєв; Doneck, 1969. augusztus 19.) ukrán üzletember, politikus és parlamenti képviselő. 2006-tól a Régiók Pártjának tagja, 2007 januárjától az Ukrán Nemzeti Bank tanácsának tagja. Andrij Kljujev politikus öccse.

## Életútja, munkássága
1987–1992 között a Donecki Műszaki Egyetemen tanult, ahol bányamérnöki végzettséget szerzett. Diplomamunkáját Hasznos ásványkincsek földalatti feldolgozásának technológiája és komplex gépesítése címmel írta. 1992 márciusától a csapágyakkal foglalkozó Pidsipnik Kereskedőház kereskedelmi igazgatója volt. 1994–2000 között az Ukrpidsipnik Nyrt. alelnöke és felügyelőbizottsági tagja volt, majd 2000-től 2002-ig az igazgatótanács elnöke volt. 2002-ben politikai pályára lépett, a 2006-os helyhatósági választásokon a Donecki Területi Tanács képviselőjévé választották, majd annak 2005 októberéig elnökhelyettese volt. 2005-ben visszatért az üzleti életbe. Először rövid ideig, május és október között az osztrák tulajdonú SLAV Handel, Vertrenung und Beteiligung AG igazgatótanácsának tagjaként tevékenykedett, majd novembertől ismét az Ukrpidsipnik vállalat igazgatótanácsának elnöke lett.
2006-ban indult az ukrajnai parlamenti választásokon, ahol a Régiók Pártja pártlistájának 62. helyéről bejutott az Ukrán legfelsőbb Tanácsba. A 2007-es időközi választáson ugyancsak a pártlista 62. helyét foglalta el, ahonnét ismét mandátumot szerzett. Képviselőként a pénzügyi bizottság banki tevékenységekkel foglalkozó albizottságának elnöke, a privatizációs ellenőrző speciális bizottság tagja. Ezt követően pártbeli pozíciója is erősödött, a Régiók Pártja donecki területi szervezetének elnökhelyettese és a párt Politikai Tanácsának tagja lett. 2007 januárjában az Ukrán Nemzeti bank tanácsának tagjává nevezték ki.
2006-ban a száz legbefolyásosabb ukrán közé tartozik a Koreszpondent c. lap által összeállított lista szerint.
Klujev nős, felesége Irina Anatolijevna Kljujev (szül. 1964). Két gyermekük van, lánya Olha (sz. 1983.) és fia Andrij (sz. 1992.)

## Külső hivatkozások
- Szerhij Kljujev az Ukrán Legfelsőbb Tanács honlapján (ukránul)
- Életrajz a Politicsna Ukrajina oldalán (ukránul)